# Cuy-Saint-Fiacre
Cuy-Saint-Fiacre település Franciaországban, Seine-Maritime megyében. Lakosainak száma 631 fő (2022. január 1.). Cuy-Saint-Fiacre Saint-Quentin-des-Prés, Brémontier-Merval, Dampierre-en-Bray, Elbeuf-en-Bray, Gancourt-Saint-Étienne, Gournay-en-Bray és Molagnies községekkel határos.

## Népesség
A település népességének változása:
| Lakosok száma | 641  | 656  | 681  | 659  | 663  | 665  | 654  | 642  | 631  |
|               | 2013 | 2015 | 2016 | 2017 | 2018 | 2019 | 2020 | 2021 | 2022 |